# Юбилейная (шахта, Першотравенск)
ГОАО «Шахта "Юбилейная"» — угледобывающее предприятие в городе Першотравенск Днепропетровской области Украины, входит в ГХК «Павлоградуголь».

## История
Строительство шахты «Западно-Донбасская № 3» на окраине города Першотравенск Павлоградского района Днепропетровской области началось в соответствии с восьмым пятилетним планом развития народного хозяйства СССР. Шахта мощностью 1200 тыс. тонн каменного угля в год строилась по проекту днепропетровского проектного института «Днепрогипрошахт» шахтостроительным управлением № 4 треста «Павлоградшахтострой».
В 1967 году на месте строительства были возведены временные копры, механический цех, временная котельная, бетоносмесительный узел и др.
Шахта была включена в состав шахтоуправления «Першотравенское» треста "Павлоградуголь" и введена в эксплуатацию в 1970 году. Позднее шахта получила новое название - шахта «Юбилейная».
После провозглашения независимости Украины шахта перешла в ведение министерства угольной промышленности Украины.
В марте 1995 года Верховная Рада Украины внесла шахту в перечень предприятий, приватизация которых запрещена в связи с их общегосударственным значением.
21 июля 2002 года в 11:45 в лаве № 570 шахты «Юбилейная» на глубине 260 метров произошел взрыв метана. На момент взрыва в шахте работали 423 горняка, из них в самой лаве - 45 шахтеров. В результате аварии погибли 6 человек, ещё 18 пострадали (из них 16 были госпитализированы). После аварии было установлено, что злектрооборудование в штреках находилось в неудовлетворительном состоянии, в лавах допускалось неустойчивое проветривание. За 12 дней до аварии инспекторская проверка выявила загазованность, превышающую нормативы, о чем было предупреждено руководством шахты - однако сделано ничего не было. На следующий день, 22 июля 2002 шахта возобновила работу. Экспертная комиссия пришла к выводу, что причиной создания взрывоопасной концентрации метано-воздушной смеси стал непрогнозируемый выброс метана.
В марте 2003 года было утверждено решение о приватизации активов ОАО ГХК «Павлоградуголь» (в том числе, шахты "Юбилейная").
В июле 2004 года «Павлоградуголь» вошел в «Донбасскую топливно-энергетическую компанию».
5 марта 2016 года в шахте произошла вспышка метана, пострадали трое горняков (двое рабочих очистного забоя и машинист). После этого, в 2016 году на шахте была построена новая вентиляционная скважина.
В 2017 году добыча угля на шахте «Юбилейная» производилась в двух лавах на комбайнах КА-200 и механизированных комплексах КД-8.